# Absol
Absol (Japonés: アブソル Hepburn: Abusoru, /ˈæbsoʊl/) es una criatura de ficción de la franquicia de Pokémon que fue introducido en la tercera generación, en los videojuegos de Rubí y Zafiro. Absol es un Pokémon de tipo siniestro que puede predecir desastres naturales, debido a que siempre aparece antes de cualquier desastre natural, los humanos creen que es él el causante de todos estos desastres.

## Biología
Vive en la montaña, de donde poca veces se aleja.

Está basado en la criatura mitológica japonesa hakutaku, la cual advirtió a su pueblo de una gran catástrofe. Cada vez que Absol aparece delante de la gente significa que ocurrirá un terremoto o un maremoto, por eso la gente cree que trae mala suerte, aunque lo que intenta hacer es avisar.

## Evolución y distintas formas
Absol no tiene ninguna evolución. En la sexta generación y con la llegada de las Mega-Evoluciones, Absol adoptó una de ellas. Desde entonces y solo durante los combates y si tienes la absolita, Absol puede convertirse en Mega-Absol, una vez finaliza el combate volverá a su forma inicial.
La forma variocolor de Absol cambia el color de su piel a rojo, dejando su pelaje de color blanco.

## Aparición en el anime y películas
En la temporada 8 hace su primera aparición, exactamente en el episodio 379, en el cual salvó un pueblo de una inundación gracias a su predicción.
No volvió a aparecer hasta la siguiente temporada, en el episodio 438, donde participa con Mollie en el concurso Pokémon de Gardenia, pierde en segunda ronda contra Brock. 14 episodios más tarde, volvió a aparecer en el festival de Kanto.
En la temporada 10, específicamente en el episodio 483, fue uno de los Pokémon que la cazadora Pokémon robó. Desde este momento empezó la época más larga en la que dejó de aparecer en el anime.
349 episodios más tarde, en la temporada 17 aparece en un combate contra la campeona de Kalos, Dianta.
La última vez que aparece en el anime es en la temporada 21, en el episodio 988.
Aparece en 4 películas.

## Modo de captura
En Pokémon Go solo se puede obtener al realizar en incursiones. En eventos especiales se puede obtener al realizar alguna misión especial.